# Slouching Towards Bedlam
Slouching Towards Bedlam è un videogioco di avventura testuale, creato in collaborazione da Daniel Ravipinto e Star Foster.
Ha vinto il primo premio all'Interactive Fiction Competition del 2003, e 4 premi su 8 (miglior gioco, migliori impostazioni, miglior storia e miglior Individual NPC) all'XYZZY Awards dello stesso anno.
Il titolo è ispirato da un poema di W.B. Yeats.